# Krasni (Ptxegatlukai)
Krasni o Kràsnenski - Красный o Красненский (rus) és un possiólok, un poble, de la República d'Adiguèsia, a Rússia. Es troba a 19 km a l'oest de Ponejukai i a 80 km al nord-oest de Maikop, la capital de la república. Pertany al municipi de Ptxegatlukai.